# Scaevatula pellisserpentis
Scaevatula pellisserpentis е вид коремоного от семейство Clavatulidae.

## Разпространение
Видът е разпространен в Сао Томе и Принсипи.